# Naima (prénom)
Pour les articles homonymes, voir Naima (homonymie).
Naima ou Naïma (en arabe نعيمة) est un prénom féminin arabe, signifiant « douce et délicieuse », ou « douceur du paradis ».
À ne pas confondre avec le prénom féminin d'origine nord-amérindienne Nahima.